# استیت رود (کارولینای شمالی)
استیت رود (به انگلیسی: State Road) یک منطقهٔ مسکونی در ایالات متحده آمریکا است که در کارولینای شمالی واقع شده‌است. استیت رود ۶۸ کیلومتر مربع مساحت دارد.